# هاتون اوقو پونتا
هاتون اوقو پونتا (به اسپانیایی: Hatun Uqhu Punta) یک کوه در پرو است که در منطقه اوئانوکو واقع شده‌است. هاتون اوقو پونتا ۴٬۲۰۰ متر بالاتر از سطح دریا واقع شده‌است.